# تيري باوم
تيري باوم (بالإنجليزية: Terry Baum)‏ هي كاتِبة وكاتبة مسرحية أمريكية، ولدت في 1946.